# Đorđe Ivelja
Đorđe Ivelja (serbisch-kyrillisch Ђорђе Ивеља, * 30. Juni 1984 in Bačka Palanka, SR Serbien, SFR Jugoslawien) ist ein serbischer ehemaliger Fußballspieler.

## Vereinskarriere
Im Januar 2002 wurde der junge Đorđe Ivelja vom OFK Belgrad verpflichtet, nachdem bei seinem vorherigen Verein FK Bačka Bačka Palanka mit 32 Toren in 45 Spielen für Furore gesorgt hatte. Bis 2008 spielte der Mittelfeldspieler noch in der serbischen Hauptstadt. Seit der Winterpause der Saison 2008/09 ist der Serbe Ergänzungsspieler beim rumänischen Verein Rapid Bukarest.

## Nationalmannschaft
Đorđe Ivelja gehörte zum Kader der U-21-Nationalmannschaft bei der U-21-Fußball-Europameisterschaft 2007. Dort bestritt er eine Partie, die 0:2 gegen das Team aus England verloren wurde. Am Ende des Turniers unterlagen die Serben den Niederlanden mit 1:4 im Finalspiel.